# Cloruro de platino(IV)
El cloruro de platino(IV) es el compuesto inorgánico de platino y cloro con la fórmula empírica PtCl4. Este sólido marrón presenta platino en el estado de oxidación +4.

## Estructura
Los centros metálicos típicos del Pt(IV) adoptan una geometría de coordinación octaédrica, {PtCl6}. Esta geometría se consigue formando un polímero en el que la mitad de los ligandos cloruro forman un puente entre los centros de platino. Debido a su estructura polimérica, el PtCl4 solo se disuelve al romperse los enlaces de los ligandos cloruro que forman el puente. Así, al añadir HCl se obtiene H2PtCl6. Se conocen aductos de base de Lewis de Pt (IV) del tipo cis-PtCl4L2, pero la mayoría se preparan por oxidación de los derivados de Pt (II).
|                                                                                     |
| Parte de una cadena (PtCl4)∞ de la estructura cristalina del cloruro de platino(IV) |

## Formación y reacciones
El PtCl4 se encuentra principalmente en la manipulación del ácido cloroplatínico, que se obtiene disolviendo Pt metálico en agua regia. Al calentar H2PtCl6 a 220 °C se obtiene PtCl4 impuro:
H2PtCl6 → PtCl4 + 2 HCl
Se puede producir un producto más puro calentándolo con gas cloro a 250 °C.
Si se elimina el exceso de ácidos, el PtCl4 cristaliza de las soluciones acuosas en grandes cristales rojos de pentahidrato PtCl4·5(H2O), que pueden deshidratarse calentándolos a unos 300 °C en una corriente de cloro seco. El pentahidrato es estable y se utiliza en forma comercial de PtCl4.
El tratamiento de PtCl4 con base acuosa produce el ion [Pt(OH)6]2−. Con reactivos de Grignard de metilo seguidos de hidrólisis parcial, el PtCl4 se convierte en el grupo cuboidal [Pt(CH3)3(OH)]4 . Al calentar el PtCl4 se desprende cloro para dar PtCl2:
PtCl4 → PtCl2 + Cl2
También se conocen los haluros más pesados, PtBr4 y PtI4 .